# Romeo Accursi
Roméo Virgile Accursi (* 7. Juni 1836 in Paris; † 1919) war ein italienischer Violinist, Dirigent und Komponist. Bekannt war er als Chefdirigent des Orchestre philharmonique de Monte-Carlo und des Orchesters des Theaters in Vichy.

## Leben
Roméo Accursi war ein Neffe Gaetano Donizettis. Er besuchte ab 1853 das Conservatoire de Paris mit dem Hauptfach Violine in der Klasse Jean-Delphin Alards. 1854 erlangte er einen zweiten, 1855 einen ersten Preis. Am 5. März 1858 spielte er bei einem Konzert des Kontrabassisten Giovanni Bottesini im Salle Herz eine Fantasie Jean-Delphin Alards über La fille du régiment von Gaetano Donizetti und wurde daraufhin für eine Konzertreihe dort bis 1859 engagiert. So fand am 21. April 1858 ein weiteres Konzert statt. Dieses Mal traten unter anderem Giulia Grisi und Enrico Tamberlik auf. Gioacchino Rossini schätzte Accursi sehr. Am 1. April 1859 spielte Accursi bei einem Salonkonzert, das Rossini bei sich zu Hause veranstaltete, eine Caprice für Violine und Klavier nach Themen aus Rossinis Oper Otello.  Am 6. Mai spielte er gemeinsam mit Vincenzo Sighicelli und anderen im Salle Herz ein Doppelquartett von Louis Spohr, Rossini war zusammen mit Daniel-François-Esprit Auber, dem Direktor des Pariser Konservatoriums, im Juni 1859 Trauzeuge bei Accursis Hochzeit mit der Pianistin Louise Helene Hurand (1841–1917), die auch einen ersten Preis am Konservatorium erhalten hatte und die von Rossini als Interpretin seiner unveröffentlichten Klavierkompositionen sehr geschätzt wurde. Im August 1859 trat das junge Ehepaar jeweils solistisch in verschiedenen Konzerten auf. Auch 1860 geben sie gemeinsame Konzerte, so im September in Vichy. Im August 1861 gab Accusi gemeinsam mit Henri Herz ein Konzert in Bad Ems. Im Januar 1862 ernennt Alard Accursi zu seiner Vertretung mit den Funktionen eines Violinprofessors während  seiner Abwesenheit am Konservatorium. 1862 begab Accursi sich mit seiner Frau auf eine gemeinsame Deutschlandtournee. Vor allem in Baden-Baden feierten sie groe Erfolge. Darauf spielte er im Orchester des Theatre Italienne und im Orchester von Jules Pasdeloup. In der Saison 1865 dirigierte er das Orchester des Theater des Casinos in Vichy. Im Dezember 1865 dirigierte er bei einem Gastspiel des Théâtre-Italien in Rouen Vorstellungen von Rigoletto und Don Pasquale. Auch im März 1866 leitete er Don Pasquale in Caen. 1867 wurde Accursis Sohn Giovanni Enrico Accursi (1867–1892), späterer Musiker und Verleger, geboren. Im Januar 1868 nennt ihn Le Ménestrel den zweiten Chefdirigenten des Théâtre-Italien und kündigte sein Engagement für die Sommersaison 1869 in Vichy an. Bei Konzerten 1868 begleitete er Aufführungen des Ave Maria (Bach/Gounod) auf der Violine. 1868 und 1869 hatte Accursi die Stelle des dritten Dirigenten des Théâtre-Italien inne. Im Sommer 1868 war er wieder Dirigent am Theater des Casinos in Vichy. Im Frühjahr 1869 gastierte Accursi mit dem Théâtre-Italien in Caen. Dieses Mal mit Aufführungen von Don Pasquale und La serva padrona von Giovanni Paisiello. In der Sommersaison leitete er wieder das Orchester des Casinos von Vichy. Von 1872 bis 1885 war er Chefdirigent beim Orchester des Casino in Monte Carlo. 1876 war er Chefdirigent in Lille und in Vichy. In Monte Carlo  dirigierte er am 25. Januar 1879 das Konzert zur Einweihung der Oper. Am 12. März 1881 dirigierte er in Monte Carlo das 4. Klavierkonzert von Camille Saint-Saëns mit Saint-Saëns als Solisten. Im Konzertsaal des Casinos wurden täglich eine Nachmittags- und eine Abendvorstellung von dem ungefähr siebzig Personen umfassenden Orchester unter Leitung Accursis gegeben. Später war er wieder Chefdirigent des Orchesters des Theaters des Casinos von Vichy.

## Werke (Auswahl)
- 3 Fantaisies de salon für Violine mit Klavierbegleitung. Léon Escudier, Paris, 1862.I I Lombardi de Verdi II Rigoletto de Verdi III La Sonnambula de Bellini[34]
- Cosi fan tutte. Opéra… Un'aura amorosa. Transcription für Violine mit Klavierbegleitung Léon Escudier, Paris, 1862[35]
- Allegro agitato für Violine mit Klavierbegleitung. Durand, Schoenewerk et Cie, Paris, 1880.[36] Der Violinist Jules Piedeleu führte das Werk in einem Konzert am 31. Januar 1890 im Théâtre de la Renaissance in Paris auf.[37]
- Anxiete für Violine mit Klavierbegleitung[38]
- Bienvenue ! Souvenir Morceau für Violoncello mit Klavierbegleitung[39]

## Rezeption
Giacomo Meyerbeer schriert nach einem Konzert am 15. August 1862 in sein Tagebuch, dass die Klavierspielerin Accursi ein Klavierstück von Rossini mit Eleganz Korrektheit und Fertigkeit, aber kalt und ohne Schwung gespielt habe. Ihr Mann sei ein mittelmäßiger Violinist, der nicht ganz rein spiele.